# Vrije gemeente
Een vrije gemeente is een christelijke geloofsgemeenschap die bij geen enkel kerkverband is aangesloten. Hoewel ze bij alle stromingen binnen het christendom kunnen voorkomen, zijn vrije gemeenten vooral te vinden binnen het protestantisme en dan met name bij de evangelische beweging, de pinksterbeweging en in Nederland ook bij de bevindelijk gereformeerden.
De meeste vrije gemeenten zijn ontstaan als gevolg van lokale conflicten en kenmerken zich door een geringe nadruk op de betekenis van de kerkelijke ambten. Doordat zij veel verschillende redenen voor hun ontstaan hebben, kunnen er grote verschillen zijn tussen de diverse vrije gemeenten.

## Evangelische beweging en Pinksterbeweging

Ontstaan van de verschillende stromingen in Nederland

Ontstaansgeschiedenis van kerken in Nederland

De Evangelische beweging en de Pinksterbeweging kennen beide veel vrije gemeenten. Omdat de grens tussen deze twee stromingen vloeiend is worden ze hier samen behandeld. De evangelische beweging is erg op evangelisatie gericht en heeft daarom een flexibel karakter. Het accent ligt op de rol van de gemeente in de plaatselijke samenleving. Omdat er veel vanuit een specifieke "visie" of "roeping" wordt gewerkt zijn er de nodige gemeenten die min of meer de vorm hebben van een lokaal project. Ook een aantal Pinkstergemeenten heeft deze kenmerken, terwijl daarnaast door het accent op de gaven van de Heilige Geest er meer ruimte is voor charismatische leiders. Tot slot speelt een rol dat met name vanuit de Verenigde Staten van Amerika door gemeenten daar zendelingen worden uitgezonden die in Nederland zelfstandig beginnen te werken, los van bestaande gemeenten.
Regelmatig gebruikte namen voor vrije gemeenten zijn: Evangelische gemeente, Evangeliegemeente, Bijbelkring, Christengemeente, Volle Evangeliegemeente, Pinkstergemeente, Evangeliegemeenschap en Vrije baptistengemeente. Deze namen worden echter ook wel gebruikt door kerken die behoren tot de Verenigde Pinkster- en Evangeliegemeenten. De grote vrijheid voor de plaatselijke gemeenten van dit kerkgenootschap blijkt ook uit de variatie in de namen van de lokale kerken. Mogelijk verwarrend is de naam van de Vrije Evangelische Gemeenten. Dit zijn namelijk twee kerkgenootschappen met een congregationalistisch karakter. In 2008 waren er volgens het Handboek Christelijk Nederland meer dan 150 vrije gemeenten met een evangelische of pinksterachtergrond.

## Bevindelijk-gereformeerden
De bevindelijk gereformeerden kenmerken zich door een ver uitgewerkte theologie met grote nadruk op het belang van een zuivere leer. Kleine onderlinge verschillen kunnen daardoor een groot gewicht krijgen. De nadruk op de bevinding van het geloof laat weliswaar veel ruimte voor het verwerken van persoonlijke ervaringen in de theologische opvattingen, maar zorgt ook dat men gevoelig is voor het optreden van markante predikanten en/of voorgangers.  
De gemeenten hebben ieder hun eigen geschiedenis, maar er zijn wel enkele historische ontwikkelingen die het ontstaan van meerdere gemeenten tot gevolg hebben gehad. Een aantal gemeenten ging in de negentiende en twintigste eeuw niet mee met verschillende fusies binnen de Ledeboeriaanse en kruisgezinde traditie. Daarnaast waren er gemeenten die meenden dat men de Nederlandse Hervormde Kerk niet mocht verlaten om een nieuw kerkverband te stichten. Zij hielden echter wel zelfstandig kerkdiensten en onderhielden onderling contact. Het ontstaan van de Hersteld Hervormde Kerk, die door deze gemeenten beschouwd kon worden als de gezuiverde Nederlandse Hervormde Kerk, had tot gevolg dat enkele vrije gemeenten zich bij dit nieuwe kerkgenootschap aansloten. 
Een klein golfje van gemeentestichtingen vond plaats in de jaren 1950 toen binnen de Nederlands Hervormde Kerk achtereenvolgens een nieuwe kerkorde werd ingevoerd en de kerkelijke ambten ook werden opengesteld voor vrouwen. 

### Hervormde Evangelisaties
Een aantal gemeenten ontstond uit zogenaamde 'evangelisaties', preekplaatsen die werden opgericht in dorpen en steden waar de Gereformeerde Bond er niet in slaagde een predikantsplaats te krijgen, terwijl er wel mensen aanwezig waren die tot deze stroming behoorden. Verschillende vrije gemeenten behoorden voor kortere of langere tijd bij bestaande kerkverbanden maar kozen uiteindelijk toch voor een zelfstandig bestaan.

### Vrije Oud Gereformeerde Gemeenten
Een van de grootste groepen vrije gemeenten zijn de Vrije Oud Gereformeerde gemeenten. Het zijn echte 'vrije' gemeenten omdat ze zich niet georganiseerd hebben en geen gezag van een synode of classis kennen. Kenmerkend voor deze gemeenten is dat er veel preken gelezen worden van Engelse en Schotse oudvaders zoals Spurgeon en J.C. Ryle. Er is dan ook nauw contact met de Free Presbyterian Church of Scotland. 
Vrije Oud Gereformeerde Gemeenten (samenwerkingsverband)
Vijf van deze gemeenten vindt men te Ede, Hendrik-Ido-Ambacht, Oldebroek, Rijssen en Terneuzen. Deze gemeenten worden resp. bediend door de predikanten B. Reinders en D.C. Flapper. Ds. C.L. Onderdelinden is met emeritaat. Deze vijf gemeenten hebben een los samenwerkingsverband, wat bestuurd wordt door een moderamen waarin de kerkenraden vertegenwoordigd zijn. Dit moderamen liet in maart 2024 een student toe die een interne opleiding tot predikant volgt. Onder meer ds. Reinders zal zich toeleggen op het onderwijs.
Zelfstandige oud gereformeerde gemeente
Los hiervan is er in Den Haag [Gaslaan], ook een zelfstandige oud gereformeerde gemeente. Deze ontstond rondom ds. Van Dijk, die volgens de geschiedenis van deze gemeente in het ziekenhuis een boodschap van God ontving die in een mystiek lichaam verscheen en zei dat hij naar Den Haag moest.
Vrije Gereformeerde Gemeente in Nederland
Rondom ds. B.G. Ippel in Werkendam is er een Vrije Gereformeerde Gemeente in Nederland. Dit is een groep mensen die zich afscheidden van de Gereformeerde Gemeenten in Nederland en Ippel tot predikant bevestigden.

### Overige gemeenten
Geregeld voorkomende namen voor andere bevindelijk-gereformeerde vrije gemeenten zijn: Vrije Oud Gereformeerde Gemeente, Hervormd Lokaal, Vrije Evangelisatie en Hervormde Evangelisatie. Het Handboek Christelijk Nederland maakt in 2008 melding van 'meer dan 90 vrije gemeenten, waarvan echter ruim 25 volgens de opgenomen beschrijving al opgeheven blijken te zijn'. Deze gemeenten zijn voor het overgrote deel te vinden in het gebied dat wel wordt aangeduid als de Bijbelgordel.
Karakteristieken
De gemeenten zijn meestal maar klein en verschillende overstijgen niet het niveau van huisgemeenten of een Bijbelkring. Predikanten preken vaak in meerdere vrije gemeenten, die verder organisatorisch geen band hebben. Daarnaast gaan predikanten uit de Hersteld Hervormde Kerk en de Oud Gereformeerde Gemeenten vaak voor in de weekdiensten. Zij bedienen dan ook de sacramenten en bevestigen huwelijken. Een aantal vrije gemeenten is feitelijk niet meer dan een organisatie die zorgt dat dergelijke 'weekbeurten' gehouden kunnen worden.

## Migrantenkerken
Veel migrantenkerken staan in Nederland als gevolg van taal- en cultuurverschillen los van een kerkverband. Te denken valt hierbij aan de "garagekerken" in Amsterdam-Zuidoost. Deze gemeenten zijn vaak sterk beïnvloed door de Pinksterbeweging.

## De Vrije Gemeente
Een buitenbeentje binnen de vrije gemeenten is de al voor 1900 ontstane religieus-humanistische geloofsgemeenschap De Vrije Gemeente in Amsterdam.